# Breza (drvo)
Breze (latinski: Betula) sačinjavaju rod biljaka iz porodice Betulaceae. Narodna imena za brezu su: brez, brezuša, briza, brizovina, metlika i druga.
Breza je visoko drvo koje dostiže visinu do 28 m i promjer do 40 cm. Starost može biti i do 100 godina. Visoko drvo ima tanke i vitke grančice, bijelu glatku koru što se može ljuštiti na listiće tanke poput papira. Listovi na peteljkama su koso četvrtasti ili trokutasti, zašiljeni i dvostruko pilasti. Cvjetne rese dugačke su 3 do 4 cm, a razvijaju se zajedno s lišćem.
Breza raste u gotovo svim dijelovima Europe i Azije, ali je posebno, kao šumska sastojina, rasprostranjena u području Skandinavije, gdje je značajan izvor sirovine za drvnu industriju. Kod nas je poznata u izradi metli korisnih u poljoprivrednim i seoskim domaćinstvima. Penje se do visine od 1.000 m. 